# Quiet storm
Quiet storm (inglês para "tempestade tranquila") é um  estilo musical - sendo um subgênero do R&B - e um formato de rádio, é geralmente descrito como um gênero de música calma, relaxante e de dinâmica suave. Pode ser suavemente pensativa ou expressar um sentimento romântico.
O Quiet Storm é similar ao estilo de soft rock, porém mais enraizada no R&B e soul, muitas vezes com extensões de jazz.

## Origem
Melvin Lindsey , um estudante da Universidade de Harvard, junto com seu colega Jack Shuler, começaram como Disc jockey da rádio WHUR em junho de 1976, atuando como substitutos de um funcionário ausente. A voz de Lindsey no ar era suave como a seda, e as seleções musicais eram canções românticas lentas e antigas de artistas negros dos anos 1950, 1960 e 1970, uma forma de audição fácil que Lindsey chamou de "bela música negra" para os afro-americanos. A resposta dos ouvintes foi positiva, e Cathy Hughes, gerente da estação WHUR, logo deu a Lindsey e Shuler seu próprio programa. O nome do programa veio da música "Quiet Storm" de Smokey Robinson, de seu álbum A Quiet Storm de 1975. A música evoluiu para o tema musical de Lindsey, que apresentava seu horário todas as noites. "The Quiet Storm" tinha duração de quatro horas de música melodicamente cheia de soul que proporcionou um clima íntimo e descontraído para ouvir tarde da noite, e essa foi a chave para seu tremendo apelo entre o público adulto. O formato foi um sucesso imediato, tornando-se tão popular que, em poucos anos, virtualmente todas as estações nos Estados Unidos com uma audiência urbana negra adotaram um formato semelhante para seu período de menor audiência, chamado de Graveyard slot.

## Características
Uma das características ocasionais de quiet storm são sons de chuva e tempestade, mais notável em músicas de Janet Jackson.
De acordo com a jornalista de música Jason King, quiet storm se desenvolveu como um subgênero do soft rock porque ele enfatizou as qualidades mais profundas do R&B.
| “ | "Sensual e pensativa, quiet storm é R&B sedutor marcado com toques de jazz flourescente com grooves suaves e letras de bom gosto sobre assuntos íntimos. Como a disco abriu caminho para a música urbana contemporânea no ínicio da década de 80, quiet storm expandiu-se além do rádio e se tornou um super-gênero. | ” |

Ben Fong-Torres da Rolling Stone disse que o gênero é " Uma mistura de pop, jazz fusion e baladas R&B, todas elegantes e  de fácil de fluxo, como uma flauta de champanhe Veuve Clicquot".

## Artistas expoentes do gênero
- Alicia Keys
- Anita Baker
- Angela Bofill
- Anthony Hamilton
- Ariana Grande
- Babyface
- Beyoncé
- Corinne Bailey Rae
- D'Angelo
- Erykah Badu
- Earth, Wind & Fire
- India.Arie
- Janet Jackson
- Jill Scott
- John Legend
- Lauryn Hill
- Luther Vandross
- Mariah Carey
- Maxwell
- Mary J. Blige
- Michael Jackson
- Miguel
- Musiq
- Ne-Yo
- Peabo Bryson
- Phyllis Hyman
- Prince
- R. Kelly
- Rihanna
- Robin Thicke
- Sade
- Silk Sonic
- Smokey Robinson
- Solange Knowles
- Stevie Wonder
- Teddy Pendergrass
- Tamar Braxton
- The Isley Brothers
- Toni Braxton
- The Weeknd
- Usher
- Whitney Houston